# Illice subjecta
Illice subjecta là một loài bướm đêm thuộc phân họ Arctiinae, họ Erebidae.